# Опьонишева Арина Павлівна
Опьонишева Арина Павлівна (рос. Арина Павловна Опёнышева; нар. 24 березня 1999) — російська плавчиня.
Учасниця Олімпійських Ігор 2016 року.
Призерка Чемпіонату світу з плавання на короткій воді 2016 року.
Чемпіонка Європи з водних видів спорту 2018 року.
Переможниця літньої Універсіади 2017 року.
Чемпіонка світу з плавання серед юніорів 2015 року.